# Колон (Чад)
Колон (фр. Kolon) — небольшой город и супрефектура в Чаде, расположенный на территории региона Танджиле. Входит в состав департамента Западное Танджиле.

## География
Город находится в юго-западной части Чада, к югу от реки Танджиле, на расстоянии приблизительно 311 километров к юго-юго-востоку (SSE) от столицы страны Нджамены. Абсолютная высота — 372 метра над уровнем моря.

## Население
По данным официальной переписи 2009 года численность населения Колон составляла 48 474 человека (23 174 мужчины и 25 300 женщин). Население супрефектуры по возрастному диапазону распределилось следующим образом: 51,2 % — жители младше 15 лет, 44,7 % — между 15 и 59 годами и 4,1 % — в возрасте 60 лет и старше.

## Транспорт
Ближайший аэропорт расположен в городе Кело.